# Aulohalaelurus labiosus
Aulohalaelurus labiosus е вид пилозъба акула от семейство Scyliorhinidae. Видът не е застрашен от изчезване.

## Разпространение
Разпространен е в Западна Австралия.

## Описание
На дължина достигат до 67 cm.